# Mistrzostwa Włoch w Skokach Narciarskich 2017
Mistrzostwa Włoch w Skokach Narciarskich 2017 – zawody rozegrane w dniach 14-15 października na skoczni normalnej Trampolino Dal Ben w Predazzo w celu wyłonienia mistrzów Włoch w skokach narciarskich. Obrońcami tytułu sprzed roku byli Davide Bresadola oraz Manuela Malsiner.
Pierwszego dnia zmagań rywalizowali juniorzy. Wśród kobiet najlepszą okazała się być Lara Malsiner, która aż o osiemdziesiąt punktów wyprzedziła będącą na drugim miejscu Martinę Ambrosi. Trzecie miejsce wywalczyła Alice Puntel ze stratą trzynastu punktów do miejsca drugiego. W konkursie wystąpiło łącznie dziewięć zawodniczek.
Kategorię juniorów wygrał Giovanni Bresadola, który jako jedyny w stawce uzyskał skok stumetrowy. O niespełna siedemnaście punktów gorszy był Gabriele Zambelli, który wywalczył srebrny medal. Podium uzupełnił Alessio Longo, któremu do mistrzostwa zabrakło równo dwadzieścia siedem punktów. W zawodach wystartowało dziewiętnastu zawodników.
Kolejnego dnia o tytuły rywalizowali seniorzy. Mistrzostwo w kategorii kobiet sprzed roku obroniła Manuela Malsiner. Drugie miejsce zajęła o dwadzieścia dwa punkty gorsza Elena Runggaldier, a brąz wywalczyła zwyciężczyni zawodów juniorskich Lara Malsiner. W zawodach gościnnie wystąpiła reprezentantka Francji Coline Mattel, która zajęła piątą lokatę. W zawodach startowało czternaście skoczkiń.
Tytuł mistrzowski sprzed roku obronił również Davide Bresadola. Z przewagą dwunastu i pół punktu wyprzedził drugiego Sebastiana Colloredo. Trzecie miejsce zajął Daniele Varesco ze stratą do srebra wynoszącą niecałe trzy punkty. Podobnie jak w rywalizacji pań wystąpił gościnnie reprezentant Francji, a mianowicie sklasyfikowany na siódmej pozycji François Braud. Na starcie pojawiło się dwudziestu trzech zawodników.

## Wyniki

### Konkurs indywidualny juniorek [HS104]
| Miejsce | Zawodniczka      | Klub          | Skok 1 | Skok 2 | Punkty |
| ------- | ---------------- | ------------- | ------ | ------ | ------ |
| 1.      | Lara Malsiner    | SC Gardena    | 98,0 m | 95,5 m | 224,5  |
| 2.      | Martina Ambrosi  | Dolomitica    | 77,5 m | 76,0 m | 144,5  |
| 3.      | Alice Puntel     | Monte Lussari | 76,5 m | 72,0 m | 131,5  |
| 4.      | Giada Tomaselli  | Monteginer    | 73,0 m | 72,0 m | 123,0  |
| 5.      | Lena Prinoth     | SC Gardena    | 72,5 m | 69,5 m | 113,0  |
| 6.      | Daniela Dejori   | SC Gardena    | 69,0 m | 70,5 m | 110,0  |
| 6.      | Annika Sieff     | US Lavaze     | 68,5 m | 71,0 m | 110,0  |
| 8.      | Jessica Malsiner | SC Gardena    | 69,5 m | 68,0 m | 103,0  |
| 9.      | Arianna Sieff    | US Lavaze     | 68,0 m | 67,0 m | 100,5  |

### Konkurs indywidualny juniorów [HS104]
| Miejsce | Zawodnik           | Klub                | Skok 1  | Skok 2 | Punkty |
| ------- | ------------------ | ------------------- | ------- | ------ | ------ |
| 1.      | Giovanni Bresadola | Monteginer          | 100,0 m | 96,0 m | 243,0  |
| 2.      | Gabriele Zambelli  | Monteginer          | 96,0 m  | 93,0 m | 226,5  |
| 3.      | Alessio Longo      | Dolomitica          | 94,5 m  | 91,0 m | 216,0  |
| 4.      | Giulio Bezzi       | Monteginer          | 91,0 m  | 91,0 m | 210,5  |
| 5.      | Mattia Galiani     | SC Gardena          | 92,5 m  | 88,5 m | 208,0  |
| 6.      | Francesco Cecon    | Bachmann            | 95,5 m  | 94,5 m | 203,5  |
| 7.      | Denis Parolari     | US Lavaze           | 91,5 m  | 88,0 m | 200,5  |
| 8.      | Aaron Kostner      | GS Fiamme Oro Moena | 90,0 m  | 87,0 m | 199,0  |
| 9.      | Daniel Moroder     | SC Gardena          | 86,0 m  | 83,0 m | 179,5  |
| 10.     | Domenico Mariotti  | Monteginer          | 84,0 m  | 83,5 m | 172,5  |
| ...     |                    |                     |         |        |        |

### Konkurs indywidualny kobiet [HS104]
| Miejsce | Zawodniczka        | Klub             | Skok 1  | Skok 2 | Punkty |
| ------- | ------------------ | ---------------- | ------- | ------ | ------ |
| 1.      | Manuela Malsiner   | SC Gardena       | 103,0 m | 98,0 m | 241,0  |
| 2.      | Elena Runggaldier  | GS Fiamme Gialle | 94,0 m  | 91,5 m | 219,0  |
| 3.      | Lara Malsiner      | SC Gardena       | 98,5 m  | 89,0 m | 215,0  |
| 4.      | Evelyn Insam       | SC Gardena       | 92,5 m  | 88,5 m | 205,0  |
| 5.      | Coline Mattel      | Francja          | 88,0 m  | 85,0 m | 188,0  |
| 6.      | Veronica Gianmoena | US Lavaze        | 82,0 m  | 80,5 m | 164,5  |
| 7.      | Martina Ambrosi    | Dolomitica       | 79,5 m  | 75,5 m | 147,5  |
| 8.      | Annika Sieff       | US Lavaze        | 72,0 m  | 72,5 m | 123,5  |
| 9.      | Giada Tomaselli    | Monteginer       | 74,0 m  | 68,0 m | 117,0  |
| 10.     | Alice Puntel       | Monte Lussari    | 72,0 m  | 69,0 m | 114,5  |
| ...     |                    |                  |         |        |        |

### Konkurs indywidualny mężczyzn [HS104]
| Miejsce | Zawodnik            | Klub                | Skok 1  | Skok 2 | Punkty |
| ------- | ------------------- | ------------------- | ------- | ------ | ------ |
| 1.      | Davide Bresadola    | Esercito            | 100,0 m | 99,0 m | 246,5  |
| 2.      | Sebastian Colloredo | GS Fiamme Gialle    | 95,5 m  | 97,0 m | 234,0  |
| 3.      | Daniele Varesco     | GS Fiamme Oro Moena | 97,5 m  | 94,0 m | 231,5  |
| 4.      | Roberto Dellasega   | GS Fiamme Gialle    | 94,5 m  | 95,5 m | 226,0  |
| 5.      | Alex Insam          | GS Fiamme Oro Moena | 95,5 m  | 92,0 m | 220,0  |
| 6.      | Zeno Di Lenardo     | Monte Lussari       | 92,0 m  | 93,5 m | 217,5  |
| 7.      | François Braud      | Francja             | 91,0 m  | 92,0 m | 212,5  |
| 8.      | Federico Cecon      | GS Fiamme Gialle    | 90,5 m  | 93,5 m | 211,0  |
| 9.      | Giovanni Bresadola  | Monteginer          | 91,0 m  | 86,0 m | 195,5  |
| 10.     | Manuel Maierhofer   | GS Fiamme Gialle    | 86,0 m  | 86,0 m | 186,0  |
| ...     |                     |                     |         |        |        |